# 1003
Năm 1003 là một năm trong lịch Julius.